# Temporada 2005 de IndyCar Series
La temporada de 2005 de la Indy Car Series comenzó el domingo, 6 de marzo y terminó el domingo, 16 de octubre. Esa temporada, que consistió de 17 carreras, fue la 10.ª temporada de la IRL, desde que se separó de la CART en 1995.

## Desarrollo de la temporada
Dan Wheldon fue el piloto dominante de la serie en el 2005, ganando seis carreras, incluyendo la 89 edición de las 500 Millas de Indianápolis, estableciendo el récord del mayor número victorias en una temporada de la IRL. Sin embargo, la gran historia de la temporada fue la del equipo Rahal Letterman Racing, cuando contrató a la piloto novato Danica Patrick, convirtiéndose en la cuarta mujer en competir en la Indy 500 y la primera liderar una vuelta, acabando al final en cuarta posición. La presencia de Danica fue un impulso para las audiencias televisivas de la IRL.

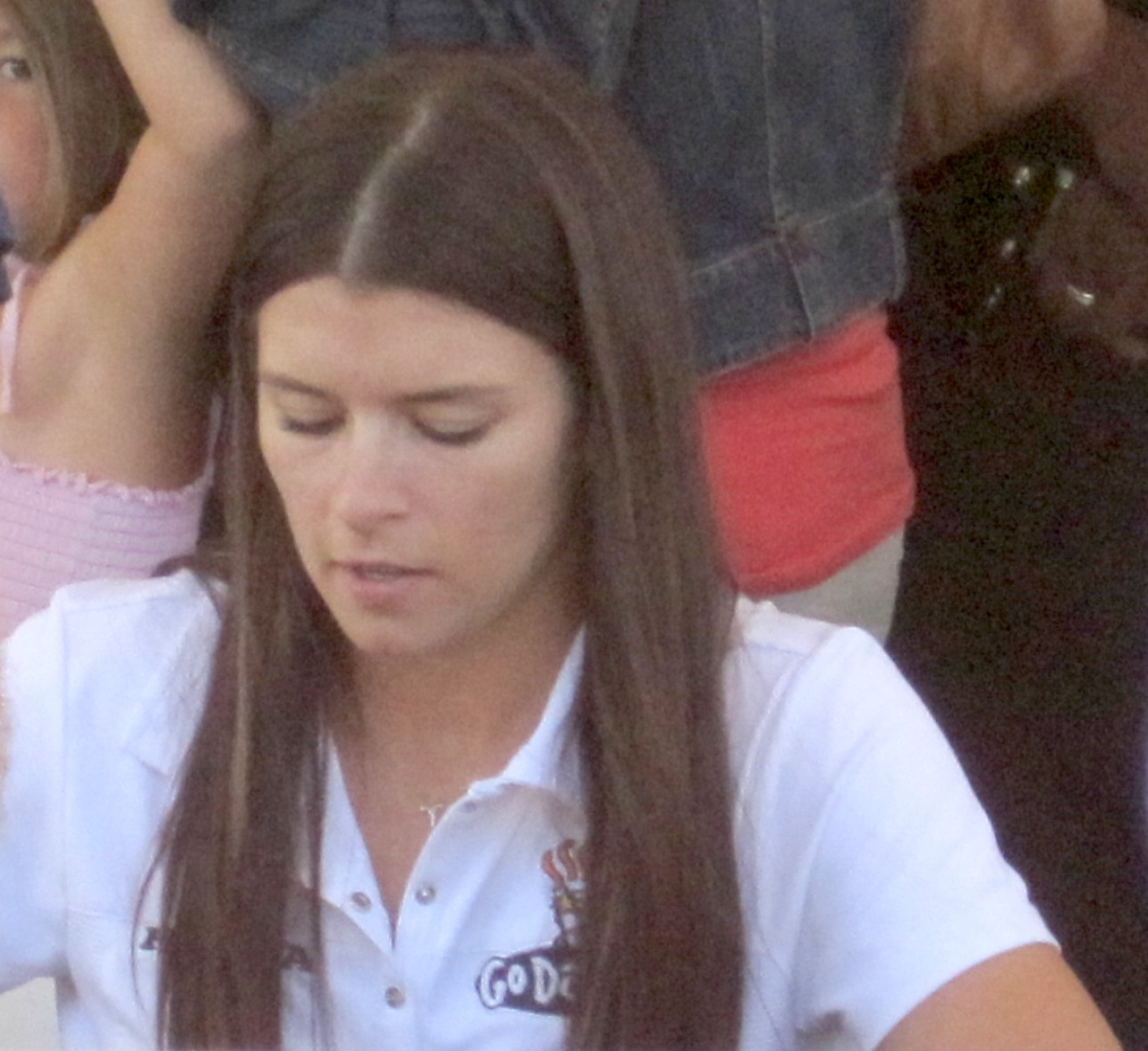
Danica Patrick, la nueva sensación de la IndyCar series, destacada Novato del Año en la temporada 2005

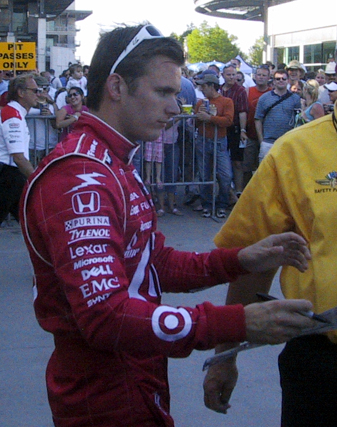
Dan Wheldon Campeón de Indy 500 y el campeonato de la IndyCar Series de 2005

La audiencia de las 500 millas de Indianápolis  subió un 40% respecto al año anterior y las carreras posteriores también tuvieron un crecimiento en sus audiencias. La temporada fue también la última de Chevrolet en la serie, que confirmó en agosto que no volvería a la IRL. Al inicio de la temporada, sólo Panther Racing con el sudafricano Tomas Scheckter hijo del legendario Jody Scheckter, campeón mundial de Fórmula 1 con la escudería Ferrari) y Tomáš Enge corrieron con motores Chevrolet (aunque A.J. Foyt IV también empezó a correr al inicio con motores Chevy en el  AMBER Alert Portal Indy 300 en Kentucky). La situación del fabricante dentro de la IRL fue el tema candente en la segunda mitad de la temporada y continuó finalizando la temporada. Toyota anunció que dejaría la serie poco después al término de la temporada de 2005, dejando a Honda como el único fabricante en la IRL. Honda amplió su contrato de suministro de motores hasta 2009 a pesar de expresar diciendo que no quería ser el único proveedor IRL. La IRL anunció que extenderían su contrato de suministro de los chasis Dallara y Panoz hasta 2006.

## Resultados por carrera
| Ronda | Fecha         | Carrera                            | Pista                                 | Localización            | Pole position     | Vuelta rápida    | Más vueltas lideradas | Ganador           |
| ----- | ------------- | ---------------------------------- | ------------------------------------- | ----------------------- | ----------------- | ---------------- | --------------------- | ----------------- |
| 1     | Marzo 6       | Toyota Indy 300                    | Homestead-Miami Speedway              | Homestead, Florida      | Tomas Scheckter   | Buddy Rice       | Dan Wheldon           | Dan Wheldon       |
| 2     | Marzo 19      | XM Satellite Radio Indy 200        | Phoenix International Raceway         | Phoenix, Arizona        | Bryan Herta       | Dario Franchitti | Dan Wheldon           | Sam Hornish Jr.   |
| 3     | Abril 3       | Honda Grand Prix of St. Petersburg | Circuito callejero de San Petersburgo | St. Petersburg, Florida | Bryan Herta       | Dario Franchitti | Ryan Briscoe          | Dan Wheldon       |
| 4     | Abril 30      | Indy Japan 300                     | Twin Ring Motegi                      | Motegi, Japón           | Sam Hornish Jr.   | Dan Wheldon      | Dario Franchitti      | Dan Wheldon       |
| 5     | Mayo 29       | 89th Indianapolis 500              | Indianapolis Motor Speedway           | Speedway, Indiana       | Tony Kanaan       | Tony Kanaan      | Sam Hornish Jr.       | Dan Wheldon       |
| 6     | Junio 11      | Bombardier Learjet 500             | Texas Motor Speedway                  | Fort Worth, Texas       | Tomas Scheckter   | Tomáš Enge       | Tomas Scheckter       | Tomas Scheckter   |
| 7     | Junio 25      | SunTrust Indy Challenge            | Richmond International Raceway        | Richmond, Virginia      | } Sam Hornish Jr. | Kosuke Matsuura  | Hélio Castroneves     | Hélio Castroneves |
| 8     | Julio 3       | Argent Mortgage Indy 300           | Kansas Speedway                       | Kansas City, Kansas     | Danica Patrick    | Ryan Briscoe     | Dan Wheldon           | Tony Kanaan       |
| 9     | Julio 16      | Firestone Indy 200                 | Nashville Superspeedway               | Lebanon, Tennessee      | Tomas Scheckter   | Scott Sharp      | Tony Kanaan           | Dario Franchitti  |
| 10    | Julio 24      | ABC Supply Company A.J. Foyt 225   | The Milwaukee Mile                    | West Allis, Wisconsin   | Sam Hornish Jr.   | Tomas Scheckter  | Sam Hornish Jr.       | Sam Hornish Jr.   |
| 11    | Julio 31      | Firestone Indy 400                 | Michigan International Speedway       | Brooklyn, Míchigan      | Bryan Herta       | Townsend Bell    | Bryan Herta           | Bryan Herta       |
| 12    | Agosto 14     | AMBER Alert Portal Indy 300        | Kentucky Speedway                     | Sparta, Kentucky        | Danica Patrick    | Danica Patrick   | Dan Wheldon           | Scott Sharp       |
| 13    | Agosto 21     | Honda Indy 225                     | Pikes Peak International Raceway      | Fountain, Colorado      | Hélio Castroneves | Dario Franchitti | Sam Hornish Jr.       | Dan Wheldon       |
| 14    | Agosto 28     | Argent Mortgage Indy Grand Prix    | Infineon Raceway                      | Sonoma, California      | Ryan Briscoe      | Tony Kanaan      | Tony Kanaan           | Tony Kanaan       |
| 15    | Septiembre 11 | Peak Antifreeze Indy 300           | Chicagoland Speedway                  | Joliet, Illinois        | Danica Patrick    | Dario Franchitti | Dan Wheldon           | Dan Wheldon       |
| 16    | Septiembre 25 | Watkins Glen Indy Grand Prix       | Watkins Glen International            | Watkins Glen, New York  | Hélio Castroneves | Scott Dixon      | Scott Dixon           | Scott Dixon       |
| 17    | Octubre 16    | Toyota Indy 400                    | California Speedway                   | Fontana, California     | Dario Franchitti  | Dan Wheldon      | Tomas Scheckter       | Dario Franchitti  |

     Circuito Óvalo
     Circuito/Circuito Callejero
- Las carreras de 2005 de la IndyCar se Corren carreras en óvalos, pero a partir de esta temporada, se incluyen por primera vez desde 1995 carreras de Circuitos del tipo callejero y uno permanente.

## Equipos y pilotos
| Equipo                          | Chasis  | Motor     | N.º de coche | Drivers            | Detalles |
| ------------------------------- | ------- | --------- | ------------ | ------------------ | --- |
| Panther Racing                  | Dallara | Chevrolet | 2            | Tomáš Enge         | Se perdió dos carreras debido a una lesión en prácticas en Nasville                                                                |
| Panther Racing                  | Dallara | Chevrolet | 2            | Buddy Lazier       | Sustituyó a Enge en Milwaukee |
| Panther Racing                  | Dallara | Chevrolet | 2            | Townsend Bell      | Sustituyó a Enge en Míchigan |
| Panther Racing                  | Dallara | Chevrolet | 4            | Tomas Scheckter    | |
| Panther Racing                  | Dallara | Chevrolet | 95           | Buddy Lazier       | Corrió Indy 500, Nashville, Míchigan, Kentucky y Chicagoland                                                                       |
| Marlboro Team Penske            | Dallara | Toyota    | 3            | Hélio Castroneves  | |
| Marlboro Team Penske            | Dallara | Toyota    | 6            | Sam Hornish Jr.    | |
| / Aguri-Fernández Racing        | Panoz   | Honda     | 5            | Adrián Fernández   | Únicmante Indy 500 |
| / Aguri-Fernández Racing        | Panoz   | Honda     | 8            | Scott Sharp        | |
| / Aguri-Fernández Racing        | Panoz   | Honda     | 55           | Kosuke Matsuura    | |
| Andretti Green Racing           | Dallara | Honda     | 7            | Bryan Herta        | |
| Andretti Green Racing           | Dallara | Honda     | 11           | Tony Kanaan        | |
| Andretti Green Racing           | Dallara | Honda     | 26           | Dan Wheldon        | |
| Andretti Green Racing           | Dallara | Honda     | 27           | Dario Franchitti   | |
| Target Chip Ganassi Racing      | Panoz   | Toyota    | 9            | Scott Dixon        | chasis Dallara usado solamente en Motegi.                                                                                          |
| Target Chip Ganassi Racing      | Panoz   | Toyota    | 10           | Darren Manning     | Lazier siustituyó a Manning para luego ser puesto en la carrera de Míchigan; Pantano Sustituye a Lazier en algunas de las carreras |
| Target Chip Ganassi Racing      | Panoz   | Toyota    | 10           | Jacques Lazier     | Lazier siustituyó a Manning para luego ser puesto en la carrera de Míchigan; Pantano Sustituye a Lazier en algunas de las carreras |
| Target Chip Ganassi Racing      | Panoz   | Toyota    | 10           | Giorgio Pantano    | Lazier siustituyó a Manning para luego ser puesto en la carrera de Míchigan; Pantano Sustituye a Lazier en algunas de las carreras |
| Target Chip Ganassi Racing      | Panoz   | Toyota    | 33           | Ryan Briscoe       | |
| A. J. Foyt Enterprises          | Dallara | Toyota    | 14           | A. J. Foyt IV      | Chasis Panoz Usado en el circuito de St.Petesburg. Motor Chevrolet utilizado en las últimas seis carreras.                         |
| A. J. Foyt Enterprises          | Dallara | Chevrolet | 14           | Jeff Bucknum       | Corre Sonoma and Watkins Glenn Únicamente                                                                                          |
| A. J. Foyt Enterprises          | Dallara | Toyota    | 41           | Larry Foyt         | Únicamente corres la Indy 500 |
| A. J. Foyt Enterprises          | Dallara | Toyota    | 48           | Felipe Giaffone    | Únicamente corre Indy 500 |
| A. J. Foyt Enterprises          | Dallara | Toyota    | 48           | Scott Mayer        | No completa la Indy 500 Siendo Novato; Reemplazado por Felipe Giaffone                                                             |
| Rahal Letterman Racing          | Panoz   | Honda     | 15           | Buddy Rice         | Bräck reemplaza a Rice para la Indy 500 después de tener un accidente en prácticas                                                 |
| Rahal Letterman Racing          | Panoz   | Honda     | 15           | Kenny Bräck        | Bräck reemplaza a Rice para la Indy 500 después de tener un accidente en prácticas                                                 |
| Rahal Letterman Racing          | Panoz   | Honda     | 16           | Danica Patrick     | |
| Rahal Letterman Racing          | Panoz   | Honda     | 17           | Vítor Meira        | |
| Vision Racing                   | Dallara | Toyota    | 20           | Ed Carpenter       | |
| Vision Racing                   | Dallara | Toyota    | 22           | Jeff Ward          | Únicamente corre laIndy 500 |
| Playa del Racing                | Panoz   | Toyota    | 21           | Jacques Lazier     | únicamente corre la Indy 500 |
| Dreyer & Reinbold Racing        | Dallara | Honda     | 24           | Roger Yasukawa     | |
| Dreyer & Reinbold Racing        | Dallara | Honda     | 44           | Jeff Bucknum       | Corre Motegi y la Indy 500 |
| Dreyer & Reinbold Racing        | Dallara | Honda     | 44           | Thiago Medeiros    | Colisión en prácticas en California; No arranca                                                                                    |
| Roth Racing                     | Dallara | Chevrolet | 25           | Marty Roth         | Únicamente corre la Indy 500 |
| Newman/Haas Racing              | Panoz   | Honda     | 36           | Bruno Junqueira    | Únicamente corre la Indy 500 |
| Newman/Haas Racing              | Panoz   | Honda     | 37           | Sébastien Bourdais | Corre Únicamente la Indy 500 |
| Cheever Racing                  | Dallara | Toyota    | 51           | Alex Barron        | |
| Cheever Racing                  | Dallara | Toyota    | 83           | Patrick Carpentier | |
| Sam Schmidt Motorsports         | Panoz   | Chevrolet | 70           | Richie Hearn       | Únicamente corre la Indy 500 |
| Hemelgarn Racing                | Dallara | Toyota    | 91           | Paul Dana          | Kite sustituye Dana para el resto de la temporada después de que se fracturó la columna vertebral en la práctica de la Indy 500    |
| Hemelgarn Racing                | Dallara | Toyota    | 91           | Jimmy Kite         | Kite sustituye Dana para el resto de la temporada después de que se fracturó la columna vertebral en la práctica de la Indy 500    |
| CURB/Agajanian/Beck Motorsports | Dallara | Chevrolet | 98           | Arie Luyendyk, Jr. | No se clasifica en la parrilla de la Indy 500                                                                                      |

## Clasificaciones
| Posiciones | Pilotos            | HMS | PHX | STP | MOT | INDY | TXS | RIR | KAN | NSH | MIL | MIS | KTY | PIK | SNM | CHI | WGL | FON | Puntos |
| ---------- | ------------------ | --- | --- | --- | --- | ---- | --- | --- | --- | --- | --- | --- | --- | --- | --- | --- | --- | --- | ------ |
| 1          | Dan Wheldon        | 1*  | 6*  | 1   | 1   | 1    | 6   | 5   | 2*  | 21  | 5   | 2   | 3*  | 1   | 18  | 1*  | 5   | 6   | 628    |
| 2          | Tony Kanaan        | 3   | 3   | 2   | 6   | 8    | 3   | 19  | 1   | 19* | 4   | 4   | 20  | 3   | 1*  | 5   | 2   | 2   | 548    |
| 3          | Sam Hornish Jr.    | 2   | 1   | 15  | 7   | 23*  | 2   | 18  | 12  | 2   | 1*  | 5   | 7   | 2*  | 17  | 3   | 7   | 5   | 512    |
| 4          | Dario Franchitti   | 22  | 4   | 3   | 17* | 6    | 8   | 2   | 4   | 1   | 2   | 8   | 18  | 7   | 8   | 12  | 3   | 1   | 498    |
| 5          | Scott Sharp        | 13  | 5   | 18  | 2   | 7    | 4   | 17  | 6   | 4   | 10  | 7   | 1   | 9   | 12  | 8   | 9   | 4   | 444    |
| 6          | Hélio Castroneves  | 5   | 2   | 20  | 11  | 9    | 5   | 1*  | 8   | 5   | 16  | 21  | 5   | 4   | 21  | 2   | 12  | 9   | 440    |
| 7          | Vítor Meira        | 4   | 11  | 5   | 15  | 2    | 9   | 20  | 3   | 16  | 9   | 14  | 2   | 5   | 9   | 7   | 18  | 3   | 422    |
| 8          | Bryan Herta        | 14  | 7   | 4   | 5   | 3    | 10  | 8   | 15  | 22  | 6   | 1*  | 19  | 12  | 13  | 14  | 8   | 11  | 397    |
| 9          | Tomas Scheckter    | 11  | 17  | 17  | 10  | 20   | 1*  | 4   | 5   | 17  | 3   | 3   | 21  | 14  | 16  | 4   | 20  | 7*  | 390    |
| 10         | Patrick Carpentier | 7   | 9   | 8   | 13  | 21   | 16  | 3   | 14  | 3   | 7   | 9   | 12  | 10  | 4   | 9   | 10  | 15  | 376    |
| 11         | Alex Barron        | 8   | 13  | 10  | 19  | 13   | 14  | 6   | 13  | 15  | 8   | 11  | 4   | 18  | 3   | 21  | 17  | 14  | 329    |
| 12         | Danica Patrick     | 15  | 15  | 12  | 4   | 4    | 13  | 10  | 9   | 7   | 19  | 20  | 16  | 8   | 20  | 6   | 16  | 18  | 325    |
| 13         | Scott Dixon        | 16  | 12  | 6   | 21  | 24   | 11  | 22  | 18  | 6   | 13  | 19  | 23  | 16  | 7   | 19  | 1*  | 10  | 321    |
| 14         | Kosuke Matsuura    | 12  | 10  | 13  | 9   | 17   | 7   | 9   | 20  | 14  | 11  | 16  | 8   | 13  | 6   | 23  | 6   | 19  | 320    |
| 15         | Buddy Rice         | 19  | 22  | 7   | 3   |      | 21  | 11  | 10  | 18  | 17  | 22  | 14  | 11  | 2   | 13  | 19  | 12  | 295    |
| 16         | Tomáš Enge         | 21  | 20  | 16  | DNS | 19   | 19  | 7   | 11  | 23  |     |     | 11  | 6   | 5   | 20  | 13  | 8   | 261    |
| 17         | Roger Yasukawa     | 17  | 18  | 11  | 18  | 18   | 15  | 16  | 22  | 11  | 15  | 18  | 17  | 15  | 11  | 15  | 15  | 16  | 246    |
| 18         | Ed Carpenter       | 18  | 16  | 19  | 16  | 11   | 20  | 12  | 17  | 10  | 12  | 23  | 22  | 19  | 15  | 17  | 14  | 20  | 244    |
| 19         | Ryan Briscoe       | 20  | 19  | 14* | 12  | 10   | 12  | 21  | 21  | 8   | DNS | 10  | 13  | 20  | 19  | 22  |     |     | 232    |
| 20         | A. J. Foyt IV      | 9   | 14  | 21  | 14  | 28   | 18  | 14  | 16  | 12  | 21  | 12  | 9   | 21  |     | 11  |     | 21  | 231    |
| 21         | Darren Manning     | 6   | 8   | 9   | 8   | 29   | 17  | 15  | 7   | 20  | 20  |     |     |     |     |     |     |     | 186    |
| 22         | Jimmy Kite         |     |     |     |     | 32   | 22  | 13  | 19  | 13  | 14  | 13  | 10  | 17  |     | 18  |     | 13  | 163    |
| 23         | Buddy Lazier       |     |     |     |     | 5    |     |     |     | 9   | 18  | 6   | 6   |     |     | 10  |     |     | 140    |
| 24         | Jacques Lazier     |     |     |     |     | 16   |     |     |     |     |     | 17  | 15  | DNS |     | 16  |     | 17  | 81     |
| 25         | Jeff Bucknum       |     |     |     | 22  | 22   |     |     |     |     |     |     |     |     | 10  |     | 11  |     | 63     |
| 26         | Giorgio Pantano    |     |     |     |     |      |     |     |     |     |     |     |     |     | 14  |     | 4   |     | 48     |
| 27         | Paul Dana          | 10  | 21  |     | 20  |      |     |     |     |     |     |     |     |     |     |     |     |     | 44     |
| 28         | Sébastien Bourdais |     |     |     |     | 12   |     |     |     |     |     |     |     |     |     |     |     |     | 18     |
| 29         | Adrián Fernández   |     |     |     |     | 14   |     |     |     |     |     |     |     |     |     |     |     |     | 16     |
| 30         | Townsend Bell      |     |     |     |     |      |     |     |     |     |     | 15  |     |     |     |     |     |     | 15     |
| 31         | Felipe Giaffone    |     |     |     |     | 15   |     |     |     |     |     |     |     |     |     |     |     |     | 15     |
| 32         | Thiago Medeiros    |     |     |     |     |      |     |     |     |     |     |     |     |     |     |     |     | DNS | 12     |
| 33         | Richie Hearn       |     |     |     |     | 25   |     |     |     |     |     |     |     |     |     |     |     |     | 10     |
| 34         | Kenny Bräck        |     |     |     |     | 26   |     |     |     |     |     |     |     |     |     |     |     |     | 10     |
| 35         | Jeff Ward          |     |     |     |     | 27   |     |     |     |     |     |     |     |     |     |     |     |     | 10     |
| 36         | Bruno Junqueira    |     |     |     |     | 30   |     |     |     |     |     |     |     |     |     |     |     |     | 10     |
| 37         | Marty Roth         |     |     |     |     | 31   |     |     |     |     |     |     |     |     |     |     |     |     | 10     |
| 38         | Larry Foyt         |     |     |     |     | 33   |     |     |     |     |     |     |     |     |     |     |     |     | 10     |
|            | Arie Luyendyk, Jr. |     |     |     |     | DNQ  |     |     |     |     |     |     |     |     |     |     |     |     | 0      |
| Pos        | Driver             | HMS | PHX | STP | MOT | INDY | TXS | RIR | KAN | NSH | MIL | MIS | KTY | PIK | SNM | CHI | WGL | FON | Puntos |

| Color       | Resultados                          |
| ----------- | ----------------------------------- |
| Oro         | Ganador                             |
| Plata       | 2.º lugar                           |
| Bronce      | 3.er. Lugar                         |
| Verde       | 4.º. & 5.º puesto                   |
| Azul Claro  | 6.º-10.º puesto                     |
| Azul Oscuro | Finished (Outside Top 10)           |
| Púrpura     | No acabó la carrera (Ret)           |
| Rojo        | No calificó (DNQ)                   |
| Café        | Retiro (Wth)                        |
| Negro       | Descalificado (DSQ)                 |
| White       | No Arrancó (DNS)                    |
| Blanca      | Sin participación participate (DNP) |
| Blanca      | No participó                        |

| In-line notation |                                                                 |
| Bold             | Pole position                                                   |
| Italics          | Corrió la vuelta más rápida en carrera                          |
| *                | Mayor número de vueltas lideradas en una competencia (2 points) |
| Novato del Año   |                                                                 |
| Novato           |                                                                 |

| Color       | Resultados                          |
| ----------- | ----------------------------------- |
| Oro         | Ganador                             |
| Plata       | 2.º lugar                           |
| Bronce      | 3.er. Lugar                         |
| Verde       | 4.º. & 5.º puesto                   |
| Azul Claro  | 6.º-10.º puesto                     |
| Azul Oscuro | Finished (Outside Top 10)           |
| Púrpura     | No acabó la carrera (Ret)           |
| Rojo        | No calificó (DNQ)                   |
| Café        | Retiro (Wth)                        |
| Negro       | Descalificado (DSQ)                 |
| White       | No Arrancó (DNS)                    |
| Blanca      | Sin participación participate (DNP) |
| Blanca      | No participó                        |

| In-line notation |                                                                 |
| Bold             | Pole position                                                   |
| Italics          | Corrió la vuelta más rápida en carrera                          |
| *                | Mayor número de vueltas lideradas en una competencia (2 points) |
| Novato del Año   |                                                                 |
| Novato           |                                                                 |

En cada carrera, se otorgan puntos a los conductores sobre las siguientes puntuaciones:
| Posiciones | 1  | 2  | 3  | 4  | 5  | 6  | 7  | 8  | 9  | 10 | 11 | 12 | 13 | 14 | 15 | 16 | 17 | 18 | 19 | 20 | 21 | 22 | 23 | 24 | 25 | 26 | 27 | 28 | 29 | 30 | 31 | 32 | 33 | DNS |
| ---------- | -- | -- | -- | -- | -- | -- | -- | -- | -- | -- | -- | -- | -- | -- | -- | -- | -- | -- | -- | -- | -- | -- | -- | -- | -- | -- | -- | -- | -- | -- | -- | -- | -- | --- |
| Puntos     | 50 | 40 | 35 | 32 | 30 | 28 | 26 | 24 | 22 | 20 | 19 | 18 | 17 | 16 | 15 | 14 | 13 | 12 | 12 | 12 | 12 | 12 | 12 | 12 | 10 | 10 | 10 | 10 | 10 | 10 | 10 | 10 | 10 | 12  |

- Los empates en puntos se puede llegar a desempatar por el número de victorias, seguido en el orden por el número de 2.os lugares, 3.os lugares, etc., y luego por el número de pole positions, seguido de un número de veces haber calificado segundo, etc.

### Copa de Fabricantes
| Posición. | Marca     | Puntos |
| --------- | --------- | ------ |
| 1         | Honda     | 153    |
| 2         | Toyota    | 125    |
| 3         | Chevrolet | 96     |

### Copa de Chasis
| Posición. | Marca   | Puntos |
| --------- | ------- | ------ |
| 1         | Dallara | 164    |
| 2         | Panoz   | 125    |